# 阿波罗
阿波罗，或譯阿婆羅，是古希腊神话中的光明之神、文艺之神，同时也是罗马神话中的太阳神，其希腊名与罗马名相同。又称福玻斯（希臘語：Φοίβος，意为「闪耀者」，奧林匹斯十二主神之一。他是眾神之王宙斯和女神勒托（Leto）的儿子，月亮女神阿緹蜜絲的雙胞胎弟弟。
阿波罗的典型形象是右手拿七弦的里拉琴，左手拿象征太阳的金球。他是音乐家、诗人和射手的保护神。他是光明之神，从不说谎，光明磊落，在其身上找不到黑暗，也被称作真理之神。他非常聪明，通晓世事，是预言之神。他把医术传给人类，是医药之神。他还精通箭術，百发百中，从不失手。他同时掌管音乐、医药、医术、预言，是希腊神话中最多才多艺、最俊美的神祇，也象征着男性之美，號稱「永不衰老的美少年」。
作为德尔斐的守护神，阿波罗會向神殿中的女祭司傳達其旨意，再由她們將神的意思轉告人類。医药与治疗都和阿波罗與他的儿子阿斯克勒庇俄斯有关，同時阿波罗也可以带来病痛和瘟疫。阿波罗是殖民地的守护神，也是牧羊人的守护神。作为缪斯的领导，他在她们合唱时作指挥。荷米斯为他创造了里拉，这种乐器也成为了阿波罗的标志。为阿波罗唱的颂歌称作paeans。
早期希腊时期，尤其是公元前3世纪左右，阿波罗作为太阳神，以及他与月之女神齐名的雙胞胎姐姐阿緹蜜絲，被人们广为知晓。然而，约瑟夫·福特劳斯（美国学者，致力于希腊宗教研究）却声称在公元一世纪的奥古斯通文献中发现：阿波罗和太阳神赫利俄斯没有任何关联。直到公元三世纪，阿波罗和太阳神在希腊文学和神学的文献中一直都是被分开提及的。

## 神話傳說

### 誕生
關於阿波羅的傳說可追朔至荷马史诗，眾神之王宙斯和女神勒托結合後，身懷六甲的勒托因為和宙斯有染而遭宙斯的姊姊兼妻子赫拉迫害，一些神话提到赫拉派遣该亚所生的巨蟒皮同前去捕杀勒托，這使得勒托不但到處流浪，還被所有畏懼赫拉权势的神祇拒絕提供庇護。最終勒托落腳至提洛岛，誕下阿緹蜜絲與阿波罗這對雙胞胎。根據羅馬帝國初期的古典作家許癸努斯著作的神話所述，阿波罗成年后找皮同复仇，故此来到德尔斐。这时德尔斐的神谕属于该亚。皮同逃入该亚的神示所，而阿波罗大胆地闯入，在女祭司所坐的岩石裂缝用箭射死了皮同。但阿波罗擅闯圣地受到了惩罚：众神创立了皮提亚竞技会，阿波罗被命令主持此竞技会，以为他的亵神行为的赎罪。

### 里拉琴
荷馬詩頌提及，在宙斯與邁亞的兒子、同時是阿波羅與阿緹蜜絲的異母弟荷米斯誕生後，荷米斯趁機惡作劇盜走阿波羅飼養的神牛，這也是荷米斯首度行竊的經驗。此事讓阿波羅勃然大怒，向荷米斯興師問罪，荷米斯被逮住後向阿波羅賠罪，歸還神牛兼親手製作七弦琴（里拉琴）贈與阿波羅，同時阿波羅因為喜歡上這個樂器，將神牛贈與荷米斯作為交換。此後里拉琴便成為阿波羅手旁的常駐樂器。

### 討伐提堤俄斯
赫拉為迫害勒托，指使宙斯與凡人厄拉拉之子——巨人提堤俄斯意圖強暴勒托，但最終提堤俄斯被保護母親的阿緹蜜絲與阿波罗聯手殺死 。提堤俄斯死後在塔爾塔羅斯受罰，被兩隻禿鷹啄食他的肝臟，在肝臟重生後反覆經歷同樣的折磨。

### 戀愛
阿波羅的情史多舛，他曾因為嘲笑愛神厄洛斯的箭術，遭後者挾怨報復，厄洛斯向阿波羅射出金箭，讓阿波羅愛上所見之人，但同時對忒薩利亞地區的河神珀紐斯之女達芙妮射出永遠不會愛上任何人的鉛箭，阿波羅對達芙妮一見傾心並展開追求，卻使得達芙妮為躲避他的追求沿途逃跑，最終達芙妮無奈之下向眾神求助，眾神（一說為其父珀紐斯）於是把她變成了一株月桂樹。阿波羅傷心之餘擁抱了這株月桂樹，此後月桂樹成為阿波羅的神樹。特洛伊的公主卡珊德拉擁有精準的預言能力，但因為抗拒阿波羅，遭阿波羅施予預言不被眾人相信的詛咒，成為木馬屠城的導火線。
海神波賽頓之女伊娃妮愛上了阿波羅，兩者育有一子伊亞摩斯（Iamus）。
阿波羅亦曾愛上男性，色薩利的國王兼阿爾戈英雄之一阿德墨托斯因為阿波羅殺死獨眼巨人而被罰作阿德墨托斯的奴隸，以此機緣成為好友。由於阿波羅預見阿德墨托斯即將辭世，便說服了命運女神延長他的生命，但條件是要有人願意替阿德墨托斯赴死。阿德墨托斯的妻子阿爾刻提斯為了丈夫自願犧牲，後來由赫拉克勒斯救活阿爾刻提斯。阿波羅曾經和風神仄費洛斯愛上斯巴達王的小兒子雅辛托斯，但後來雅辛托斯在兩者在擲鐵餅的過程中，遭墜落的鐵餅砸中頭部，傷重致死，阿波羅為緬懷雅辛托斯，將其變成風信子。